# Sceau du Tennessee
Le Grand sceau de l'État du Tennessee est le sceau officiel du Tennessee. Il fut adopté le 6 février 1796 et officialisé le 25 septembre 1801.

## Symbolisation
Le nombre romain XVI, représente le Tennessee comme le 16e État à avoir intégré les États-Unis, on peut le voir en haut du sceau.  
Les images d'une charrue, d'une botte de blé, d'une plante de coton, et le mot « Agriculture » occupent le centre du sceau. Le coton et le blé représentent la part importante de l'agriculture dans l'État. 
Au centre du sceau, on peut voir un bateau à vapeur et en dessous le mot « Commerce », le bateau symbolise le transport des marchandises de commerce à travers la rivière Tennessee, la rivière Cumberland et le fleuve Mississippi